# Blaise François Pagan
Blaise François Pagan, conte de Merveilles, senior de l'Isle, consilier în consiliile regale, baron de Pont de Sorgues (n. 1603, Saint-Pierre-de-Vassols, Vaucluse – d. 18 noiembrie 1665, Paris) a fost un maréchal de camp (fr/en) (echivalent general-maior) francez, inginer militar, savant și teoretician al fortificațiilor.
Este descendentul unei familii napolitane, instalată în Franța în 1552. A servit sub Ludovic al XIII-lea și Ludovic al XIV-lea. A murit fără să fie căsătorit și fără urmași.

## Lucrări publicate
- 1645: Traité des fortifications, prima ediție, a doua ediție în 1689 Texte Gallica
- 1651: Théorèmes géométriques, prima ediție, a doua ediție în 1654
- 1655: Relation historique et géographique de la grande rivière des Amazones dans l'Amérique, extraite de divers auteurs, dedicată lui Mazarin, o traducere de povestiri spaniole și portugheze despre Amazon
- 1656: Théorème sur les racines carrées et cubiques, ediție postumă în 1669
- 1657: Théorie des planètes, unde descrie mișcarea planetelor pe elipse
- 1658: Tables astronomiques,
- 1659: Astrologie naturelle,
- 1663: Homme héroïque, ou le prince parfait sous le nom de roi Louis-Auguste, dedicată lui Ludovic al XIV-lea